# Innis Mhòr
Innis Mhòr es una isla en el estuario Dornoch cerca de la costa este de Escocia en el Reino Unido. Se trata de una isla de 26 hectáreas (64 acres) de extensión y es en gran parte, exclusivamente formado por dunas de arena en movimiento. Ningún punto de la isla es superior a 5 metros (16 pies) sobre el nivel del mar. Casi seguramente nunca ha sido habitada de forma permanente. La localidad más cercana es Inver hacia el sur, (que está a 5 kilómetros (3,1 millas) al oeste de Portmahomack) mientras que la ciudad de Tain está a 8 kilómetros (5,0 millas) al este.